# Sandgravvold
Sandgravvold ved Gammelgård i Storring Sogn, Framlev Herred er et overpløjet voldsted i den nu udtørrede Gammelgaard Sø, og har ifølge traditionen været Rane Jonsens borg.
Det har bestået af en stor, kunstig frembragt borgø. Udjævninger og overpløjning har stået på i lang tid, og man er stadigt stødt på bygningsrester og brugsgenstande. I 1920 lod Nationalmuseet foretage udgravning, hvorved der fandtes betydelige mængder tømmer fra bindingsværksbygninger og deres fundering i den sumpede grund. En plankebro har fra borgen ført mod nordøst til det faste land (ca 300 m). I 1957-58 blev mange af broens pæle fjernet. Hvor broen nåede land, findes endnu et voldsted, kaldet Klosterknoldene, som er stærkt udjævnet. Det synes at have bestået af to små runde borgbanker adskilt af grave. På selve borgøen er der fundet en importeret keramikkande med to ansigter (en kvinde og en mand). Den regnes som et af vor middelalders mest originale produkter og er formentlig importeret fra Centraleuropa i 1300-tallet. Den findes nu på Nationalmuseet. Om dobbeltvoldstedet ved broen er samtidig med holmens borg, lader sig ikke afgøre. 
Anlægget minder om Sallingholm, Halkær og Boringholm ved Hvirring i Nim Herred. 
De lokale traditioner bevarer mindet om borgen, der har været forsvundet i 500 år. Rane Jonsen, som skal have ejet den, var Erik Glippings kammermester og spillede ifølge overleveringen en lidet flatterende rolle ved kongemordet i Finderup Lade 1286. Få km mod øst ligger to bakker, Stejlehøj og Dronningehøj. Ifølge overleveringen blev Rane henrettet på den ene, mens enkedronningen så til på den anden. Historikere mener dog, han blev henrettet på Sjælland. Borgen kan dog godt have været hans. Han var af Hvideslægten, og det samme var nogle af dens senere ejere (skøde til Stig Andersen Hvide i 1342, en sønnesøn til Marsk Stig.) Rane tilskrives dog også en borg på Mols, Rane Ladegård, men også herom hersker der usikkerhed.

## Eksterne kilder og henvisninger
- Trap Danmark Århus Amt
- Tidskriftet Skalk nr. 3 1958 : Rane Jonsens borg
- DCKonline.dk (Webside ikke længere tilgængelig)

|  | Denne artikel om lokaliteten Sandgravvold kan blive bedre, hvis der indsættes et (bedre) billede. Du kan hjælpe ved at afsøge Wikimedia Commons for et passende billede eller lægge et op på Wikimedia Commons med en af de tilladte licenser og indsætte det i artiklen. |

56°7′43.6″N 9°54′31.4″Ø / 56.128778°N 9.908722°Ø